# Legio XVI Gallica
Legio XVI Gallica (XVI Гальський легіон) — римський легіон.

## Історія
Створений у 41 році до н. е. Октавіаном. Надалі — 30-і роки до н. е. — брав участь у війні проти Секста Помпея. В 31 році до н. е. був у битві при Акціумі. Деякий час стояв у провінції Африка. У 27 році до н. е. за наказом Октавіана Августа легіон відправлено до провінції Лугдунська Галлія. Звідси отримав свою назву.
З 15 та з 13 року до н. е. розташовувався в провінції Нижня Германія, а з 13 року до н. е. — у Верхній Германії. Тут отаборився разом з іншими легіонами у Монгутіаку (сучасне м. Майнц). До 9 року до н. е. брав участь у військових походах проти германських племен на чолі із Друзом Старшим та Тиберієм. У 9 році н. е. готувався для військової кампанії проти маркоманів на чол із Марободом, проте з початком повстання іллірійців та паннонійців того ж року легіон відправлено на його придушення. Діяв в Паннонії до 6 року. Після цього повернувся до Монгутіаку.
У 14 році зі сходженням на трон Тиберія легіон разом з Legio XIII Gemina та Legio II Augusta повстав проти нового імператора, але був заспокоєний Германіком. В походах останнього, що тривали до 16 року, брав участь і цей легіон. За часи Тиберія та Калігули таборився у Монгутіаку.
У 43 році легіон переведено до Новезія (сучасне м. Нейсс). У 47 році забезпечував тили армії на чолі із Гнеєм Доміцієм Корбулоном, що діяв проти германських племен фрізів та хавків.
У 69 році після смерті Нерона присягнув Гальбі. Проте незабаром перейшов на бік Вітеллія. Частина легіону відправилася до Італії, де брала участь у першій битві при Бедріаку, що сприяла здобуттю Вітеллієм імператорського трону. Того ж року бився у другій битві при Бедріаку проти армії Веспасіана й зазнав поразки. Інша частина зазнала облоги від повсталих батавів у Кастрі Ветара (разом з іншими легіонами). Через деякий час здалися та перейшли на бік очільника батавів — Цивіліса. Проте через декілька днів залишили останнього та відступили до земель племені медіоматриків. Після цього увійшов до складу війська під орудою Квінта Петіллія Церіала. Згодом легіон зазнав нищівної поразки при Августі Треверорум (сучасне м. Трір).
Імператор Веспасіан під час реорганізації армії розформував легіон у 70 році.